# Wyklęty (film)
Wyklęty – polski film fabularny nawiązujący do historii ostatniego żołnierza niezłomnego – Józefa Franczaka, ps. „Lalek”. 
Akcja filmu toczy się w Polsce, w drugiej połowie lat 40. XX wieku, ale jego fabuła obejmuje okres od 1920 do współczesności. Bohaterami są członkowie zbrojnego podziemia niepodległościowego walczącego z reżimem komunistycznym o powojenny kształt ojczyzny. 
Film jest pełnometrażowym debiutem Konrada Łęckiego, reżysera a zarazem scenarzysty. Jest to pierwsza produkcja Fundacji Między Słowami, założonej m.in. z inicjatywy aktora Marcina Kwaśnego.
Główne role zagrali: Wojciech Niemczyk, Marcin Kwaśny, Marek Siudym, Piotr Cyrwus, Janusz Chabior, Robert Wrzosek, Jarosław Witaszczyk, Hanna Świętnicka. W filmie wzięło także udział kilkuset statystów i członków grup rekonstrukcyjnych z całej Polski.
Film kręcony w Kielcach, Warszawie, Tokarni, Świętej Katarzynie, Ameliówce, Ciekotach, Sielpi, Końskich, Turowej Woli. Zdjęcia do filmu powstawały od 16 marca 2014 do 23 maja 2016.

## Obsada
- Wojciech Niemczyk – Franciszek Józefczyk „Lolo”
- Janusz Chabior – minister Bezpieczeństwa Publicznego
- Jarosław Witaszczyk – Różycki
- Robert Wrzosek – Jaskóła
- Łukasz Pruchniewicz – „Brzezina”
- Michał Węgrzyński – porucznik UB Józef Gierada w młodości
- Ignacy Gogolewski – Józef Gierada, współcześnie
- Maciej Rayzacher – Jan Józefczyk, syn „Lola”, współcześnie
- Łukasz Węgrzynowski – „Cichy”
- Andrzej Plata – „Maciek”
- Hanna Świętnicka – Bronka, partnerka „Lola”
- Marcin Kwaśny – „Wiktor”
- Piotr Cyrwus – gospodarz
- Marek Siudym – sołtys
- Olgierd Łukaszewicz – komendant AK
- Leszek Teleszyński – lekarz
- Adrian Wajda – żołnierz
- Mariusz Ostrowski – ojciec „Lola”
- Dagna Dywicka – matka „Lola”
- Dominik Bąk – Adam Buman
- Grzegorz Kowalczyk – major UB Strączyński
- Marcel Sabat – agent UB
- Mirosław Bieliński – prezydent RP Lech Kaczyński, współcześnie